# Bistum Isernia-Venafro
Das Bistum Isernia-Venafro (lat.: Dioecesis Aeserniensis-Venafrensis, ital.: Diocesi di Isernia-Venafro) ist eine Diözese der römisch-katholischen Kirche in Italien mit Sitz in Isernia.

## Geschichte
Das Bistum Isernia wurde im 5. Jahrhundert gegründet und am 19. Juni 1852 mit dem Bistum Venafro zum Bistum Isernia-Venafro vereinigt. Es gehört der Kirchenprovinz Boiano-Campobasso an.
Am 24. Februar 2025 verfügte Papst Franziskus die Vereinigung des Bistums Isernia-Venafro in persona episcopi mit dem Bistum Trivento. Bischof der so vereinigten Bistümer wurde der Bischof von Isernia-Venafro, Camillo Cibotti.

## Einzelnachweise

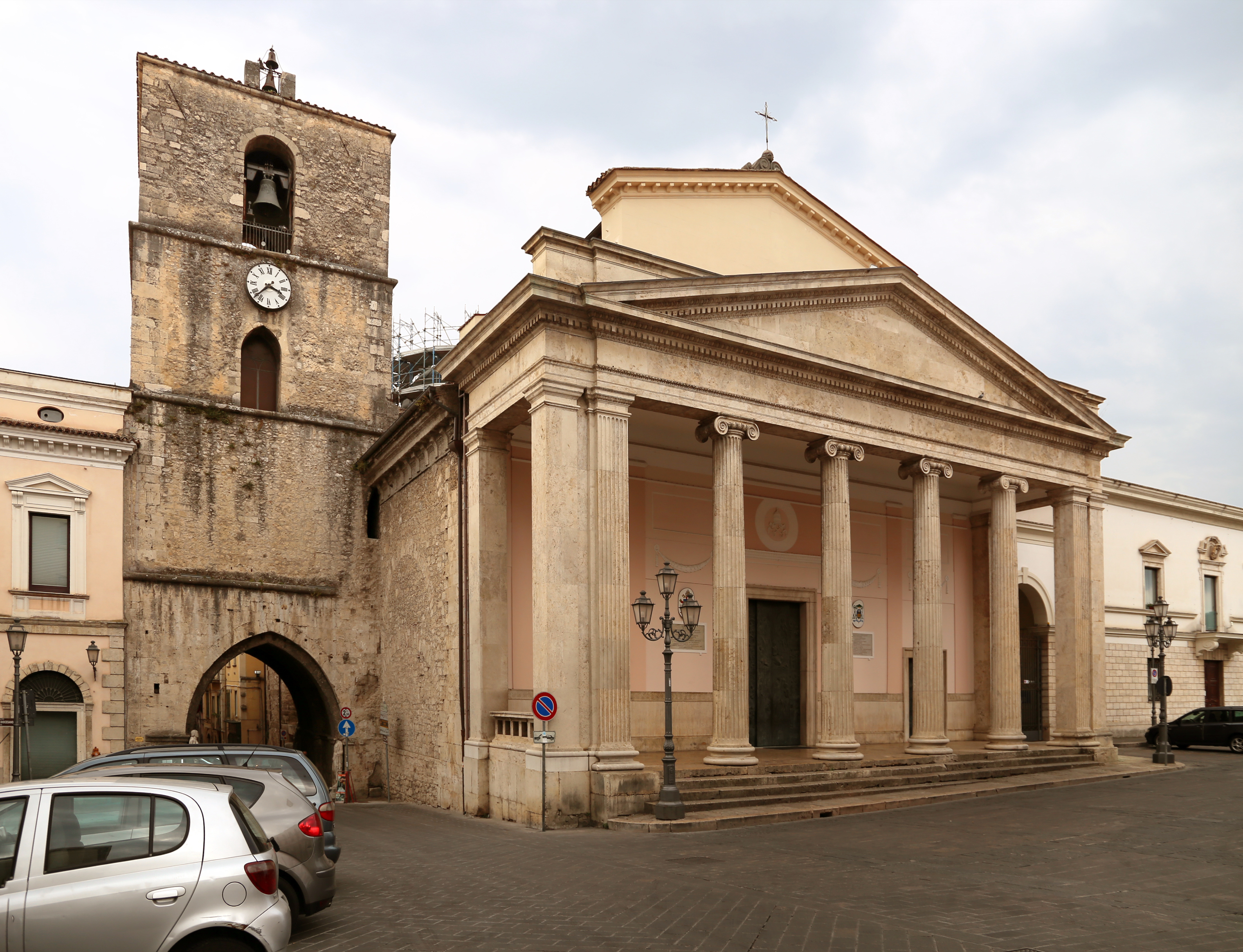
Kathedrale San Pietro Apostolo in Isernia
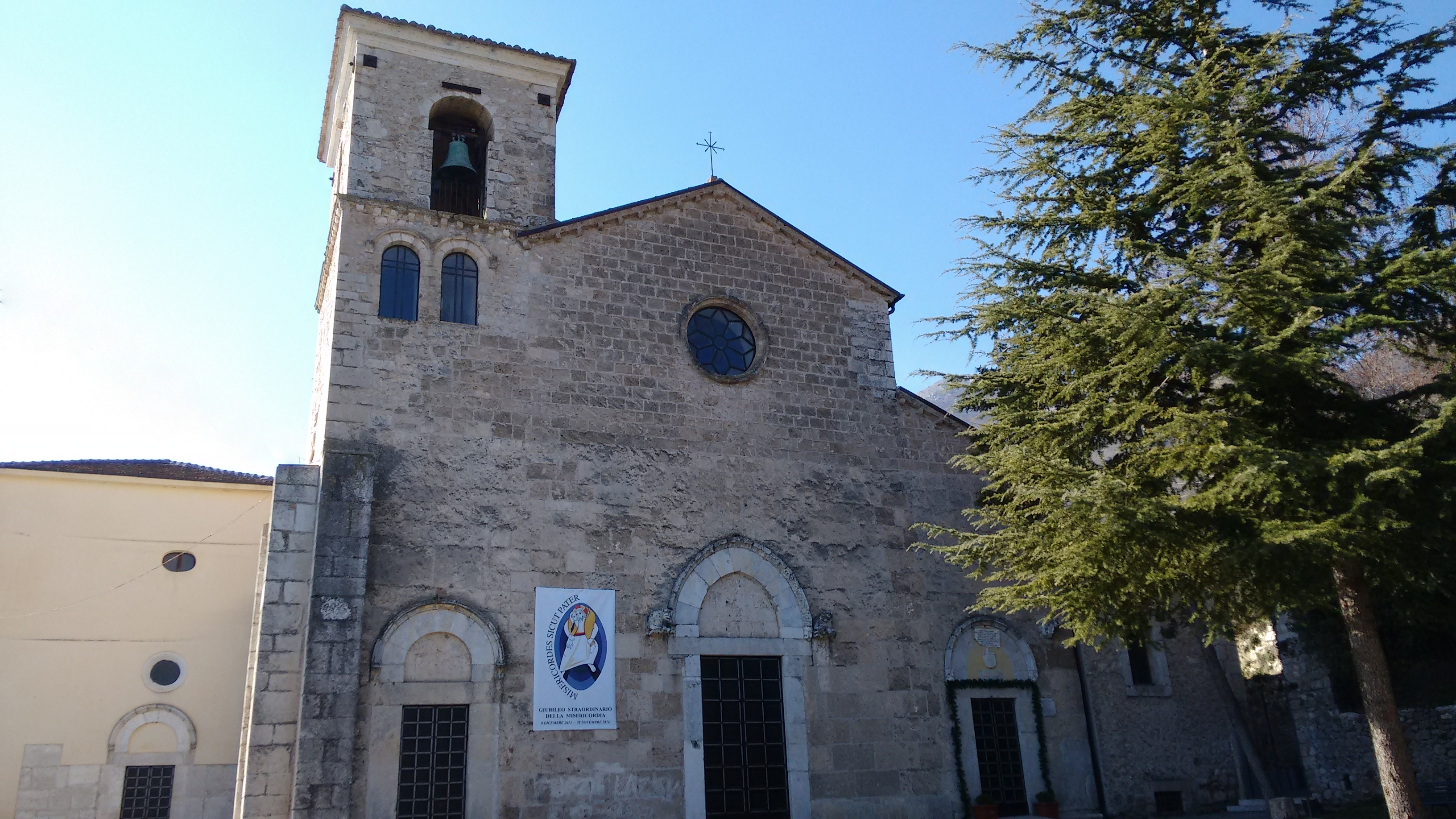
Konkathedrale Santa Maria Assunta in Venafro